# Tectaria brauniana
Tectaria brauniana är en ormbunkeart som först beskrevs av Gustav Hermann Karsten, och fick sitt nu gällande namn av Carl Frederik Albert Christensen. Tectaria brauniana ingår i släktet Tectaria och familjen Tectariaceae. Inga underarter finns listade.